# Kortright
Kortright – miasto w Stanach Zjednoczonych, w stanie Nowy Jork, w hrabstwie Delaware.